# Красная площадь
Кра́сная пло́щадь — главная площадь Москвы и России, расположена между Московским Кремлём (к западу) и Китай-городом (на восток). Выходит к берегу Москвы-реки через пологий Васильевский спуск.
Площадь тянется вдоль северо-восточной стены Кремля, от Кремлёвского проезда и проезда Воскресенские Ворота до Васильевского спуска, выходящего к Кремлёвской набережной. На восток от Красной площади отходят Никольская улица, Ильинка и Варварка. Вдоль западной стороны площади расположен Московский Кремль, вдоль восточной — Верхние торговые ряды и Средние торговые ряды. Входит в единый ансамбль с Московским Кремлём, однако исторически является частью Китай-города.
На Красной площади расположены Лобное место, памятник Минину и Пожарскому, Мавзолей Владимира Ленина, некрополь у Кремлёвской стены. В северной части площади находятся Исторический музей и Казанский собор, в южной — Покровский собор. Архитектурный ансамбль находится под охраной ЮНЕСКО как памятник Всемирного наследия.
Площадь издревле служила местом торга, где много веков подряд возводились временные и постоянные торговые ряды. В советское время на площади проходили военные парады и демонстрации, после распада СССР она стала использоваться для общественных мероприятий и концертов.
Общая длина — 330 метров, ширина — 75 метров, площадь — 24 750 м². Вымощена брусчаткой из крымского габбро-диабаза.

## Этимология
С момента своего формирования Красная площадь сменила несколько названий. Первое летописное упоминание о ней относится к XV веку и находится в записи 1434 года о смерти юродивого Максима, «который положен бысть у (похоронен в церкви) Бориса и Глеба на Варварьской улице за Торгом». Торгом нынешняя Красная площадь называлась вплоть до начала XVII века, хотя существовала не только как рынок, но и как место проведения торжественных церемоний, крестных ходов (Шествие на осляти), экзекуций и казней. Красная площадь вместе с Козьим болотом являлись основными местами казней в Москве. Вопреки распространённому заблуждению, порождённому благодаря произведениям Карамзина («История государства российского»), Пушкина («Капитанская дочка») и Лермонтова («Песня про купца Калашникова»), казни осуществлялись не только и не столько на Лобном месте (а по утверждению целого ряда исследователей, прежде всего В. Даля, вообще за его пределами), но и в других местах Красной площади. Со временем на Красной площади, «на Торгу» стали проводить торговые казни.
Встречалось также название «пожар» в значении «пустое, порожнее место, связанное с торговлей». В 1534 году летопись так обозначала место строительства Китайгородской стены: «около всего пожара, идеже у них вси торговые ряды». К огню это наименование отношения не имело. Как писал художник Аполлинарий Васнецов:
...Здесь и гореть-то было нечему — столы да скамьи, которые всегда можно было растащить или разломать… опасности в пожарном отношении, следовательно, на Красной площади не было. Пожарище, т. е. место постоянной сутолоки, как на пожаре; народ суетится, бежит...
В источниках от 1634 года приводится приговор воеводе Михаилу Шеину и окольничему Артемию Измайлову, которым «отсекли на пожаре головы» за неудачи в Смоленской войне. Запись 1643-го сообщает, что «октября в 22 день ходил Государь <…> ко пречистой Богородице Казанской, что на пожар». Подобные торговые «пожары» были также в Суздале, Великом Новгороде и Казани.
Эпизодически площадь называли также Большой.
По меньшей мере с середины XVII века (а возможно и гораздо ранее) площадь начинает использоваться для проведения военной церемонии: при встрече послов и иностранных правителей на ней парадным строем выстраивали войска. Так, в 1658 году, накануне прибытия в Москву грузинского царя Теймураза I русский царь Алексей Михайлович повелевает: «в Китае, в Белом городе и в Земляном валу в улицах, которыми идти грузинскому царю, и на Пожаре шалаш харчевников, и полки, и скамьи, и мостовой старой лес и в тележном ряду прибрать всё начисто», то есть, подготовить город к проведению торжественной церемонии. Два дня спустя, когда искавший союза с Россией грузинский царь Теймураз I прибыл в город, «солдаты стояли по Пожару по обе стороны с ружьём, отыкався пиками солдацким строем».
В апреле 1661 года в документах впервые встречается название Красная площадь. Впервые оно появляется в документах 23 апреля 1661 года, когда, при встрече иностранных послов стояли «по обе стороны Красные площади жильцы и дворяне, и стряпчие». С этого времени оно повторяется много раз, например:
«1661 года мая в 8 день слушал Государь всенощного у праздника, пречистыя Богородицы Казанския, что на Красной площади»
Краевед и историк Ян Рачинский обращает внимание на то, что новое название «подозрительно быстро» вытеснило старые: Пожар и Большая площадь, во всех официальных документах. В связи с этим, краевед предполагает, что существовал специальный указ о переименовании площади, исходивший от царя Алексея Михайловича. Этот указ историкам неизвестен, однако, существует аналогичный указ того же царя от 26 апреля 1658 года, где речь идёт о переименовании ряда улиц и городских ворот. Именно по этому указу Фроловские ворота Московского Кремля были переименованы в Спасские. По словам Рачинского, благодаря многочисленным упоминанием в документах, переименование площади можно датировать довольно точно: «между 22.10.1659, когда площадь ещё названа Пожаром, и 23.04.1661, когда уже фигурирует новое название».
По поводу происхождение названия, наиболее традиционной является версия о том, что прилагательное «красный» использовалось в значении «красивый» (в русском языке это однокоренные слова). Предположение некоторых авторов о том, что слово «красный» означало «главный» этимологически неясно. Предположение Рачинского о том, что Красная площадь была названа так потому, что через неё пролегал путь в Кремль к Красному крыльцу комплекса построек царского дворца представляется необоснованным усложнением. Вместо этого, допустимо предположить, что переименование площади было связано с «повышением её статуса» от непритязательного рынка до места проведения военных парадов в честь встреч иностранных послов.

## История

### Древнейший период
Анализ наиболее древних культурных слоёв на Красной площади показал, что уже во второй половине XI — начале XII века лес на её месте был вырублен, а земля использовалась под пашню. К этому времени, предположительно, на Боровицком холме образовались крупные поселения, а по правому берегу Неглинной на Кучковом поле сложился первый «торг» — рыночная площадь. С годами Москва росла, развиваясь от деревянного Кремля Ивана Калиты до белокаменной крепости Дмитрия Донского. Ко второй половине XIV века окончательно сложилась граница северо-восточной части кремлёвских стен. Боровицкий торг разделился на две части — Занеглименскую (или Арбатскую) и Подкремлёвскую, которая впоследствии и оформилась в Красную площадь.
Историки предлагают разные версии о порядке формирования Красной площади. Например, по мнению москвоведа Петра Сытина, она появилась в конце XV века, когда по указу Ивана III с её современной территории «были убраны дома, лавки и церкви посада» и освобождено место для торговых рядов. При дальнейших исследованиях тексты этих указов из Полного собрания русских летописей идентифицировали как относящиеся к территориям на западе за рекой Неглинкой и южной земле за Москвой-рекой. Другая версия гласит, что для создания Красной площади не требовалось искусственных мер, она стихийно сформировалась на удобном пустом пространстве у крепостных стен, за которыми легко было укрыться в случае неожиданного нападения на город.

### XVI век

#### Архитектурный облик и границы
В этот период Красная площадь с севера была ограничена Китайгородской стеной (на месте современного Исторического музея), с юга переходила в Васильевскую площадь и спускалась к Москве-реке. С запада Красную площадь ограничивал Алевизов ров, созданный в 1508 году. Территория нынешней площади фактически состояла из трёх самостоятельных частей:
Никольская, Ильинка и Варварка, названные так по имени церквей и монастырей, представляли тогда <...> три главные артерии Китай-города. Вместе с прилегающими переулками они жили общей жизнью, представляли собой замкнутый мир.
Это деление площади на три части сохранялось вплоть до первой половины XVII века. Несколько небольших участков также имели отдельные названия: например, площадка у Казанского собора называлась «Вшивая», потому что практически постоянно была покрыта толстым слоем волос: по свидетельствам немецкого путешественника Адама Олеария, в Великий четверг москвичи приходили на Красную площадь стричься,
«тогда <…> земля у Посольского двора устилалась волосами, как мягкими тюфяками». Вокруг деревянной церкви Троицы на рву образовалась Троицкая площадь, это название использовалось почти век. На начало XVI века на Красной площади было ещё тринадцать церквей.
Китай-город и Кремль были противоположны друг другу в первую очередь из-за своих жителей: первый населял простой люд и купцы, второй — бояре и царская семья. Красная площадь как стилистически более близкая к народу стала материальным воплощением этой разницы: пёстрый Покровский собор противопоставлялся сдержанному оформлению кремлёвских храмов, суета базара — спокойной атмосфере крепости. Лобное место как трибуна для оглашения царских указов была не нужна в Кремле, где жили власть имущие, но необходима в посаде, где собирался народ. За Ильинкой, Никольской и Варваркой начиналась деревянная застройка — небольшие церкви и двухэтажные купеческие дома, обычно второй этаж в них отводился под жильё, а на первом располагались лавки.

#### Торговля
Москва XVI века уже занимала обширную площадь, в ней существовало множество рынков и базаров. Самым главным местом торговли был Китай-город, второе занимала Красная площадь. На ней наиболее оживлённым являлся участок между Никольскими и Спасскими воротами.
Торговля <...> начиналась с утра и не прекращалась до вечера. Пёстрая, многолюдная и многоголосая человеческая толпа заполняла весь центр Москвы — до самых стен Кремля. <...> Торг на Красной площади был так велик, что как бы выплёскивался за её края, разливаясь по близлежащим улицам, переулкам.
Правила продажи были регламентированы: «тягловые» торговцы имели установленное место в общем ряду и платили налоги. Их товары различались по группам и каждой отводилась собственная скамья, перемещаться на другие запрещалось. В отдельные ряды выделялись: Пирожный, Калачный, Гречневый, Медовый, Молочный, Масляный, Ветчинный, Сахарный, Орешный, Ветошный, Хрустальный и другие, отдельные для каждой группы товаров. Всего таких рядов было до 150, многие из них дали названия московским улицам и переулкам, которые впоследствии сформировались на этой территории. У Спасского моста тянулись ряды с книгами и гравюрами. Рядом с храмом Василия Блаженного торговали «стрелецкие жёнки и девки» — продавали румяна, белила и предметы туалета. Стрельцы пользовались своим привилегированным положением и не подчинялись правилам, которым обязали следовать «тягловых» торговцев: налогов не платили, занижали цены и не придерживались установленных мест. Так же поступали коробейники и лоточники, вопреки запретам и указам не вести торговлю их на Красной площади было всегда много. С лотков продавали квас, пироги, воблу, овощи и ягоды.
В средние века Москва горела минимум восемь раз в год. После особенно сильного пожара в 1595-м были уничтожены практически все здания на Красной площади, финансовый ущерб был очень значительным. Чтобы уберечь торговцев и товар от новых разрушений, на месте деревянных рядов в 1596—1598 годах были построены одно- и двухэтажные лавки — «каменные купеческие палаты». Они очертили восточную границу существующей площади и образовали три квартала, позднее получившие названия Верхних, Средних и Нижних торговых рядов. Одновременно между рядами был уложен первый аналог мостовой: поперёк нижнего слоя из брёвен прибивали гвоздями толстые доски. Архитектурный облик новых торговых рядов в виде одинаковых ячеек, объединённых аркадами, стал образцом торговых сооружений в России и долгое время использовался при возведении Гостиных дворов, лавок, купеческих домов и усадеб.
Функции Красной площади этого периода не ограничивались только торговлей, на ней можно было найти и предложить любые возможные услуги, работу или помощь, причём для каждой отводилось отдельное пространство. В тёплое время года прямо под открытым небом работали цирюльники, у Лобного места сложилась биржа труда, где в поисках работы собирались крестьяне из пригородов, часто — с жёнами и детьми. Для каждой специальности — каменщиков, кузнецов, кровельщиков — предназначалась определённая стоянка. Неподалёку дежурили ломовые и легковые извозчики, в XVI—XVII веках — до двухсот человек одновременно. Во время стоянки вознице нельзя было сходить с лошади или отходить от телеги, а площадку надлежало убирать. За соблюдением порядка следили служилые съезжих дворов. Часто случались драки, когда извозчики «били и грабили самих дежурных стрельцов». У Спасских ворот собирались лишённые сана священники и «торговцы словом божьим», которые за плату совершали обряды и молитвы. Повсюду встречались юродивые и нищие, просящившие подаяния, выступали скоморохи и гусельники. Ближе к Москве-реке находились склады и дворы строительных материалов, работали плотники, столяры и грузчики.
В XVII столетии зародилась традиция проводить на Красной площади торжественное церковное шествие в неделю Ваий. Праздник и народные гуляния повторялись каждую весну вплоть до 1700 года.

### XVII век
К середине XVII века торговые ряды Китай-города и Красной площади насчитывали 680 точек, которые делились на три типа:
Различались лавки, полулавки и четверть-лавки — постоянные крытые места торговли. Размер лавки был установлен такой: 2 сажени в ширину и 2 ½ сажени в глубину; полулавки и четверть-лавки были соответственно меньших размеров. Кроме лавок были винные погреба, палатки и «кади» — кадью называлось место квасника или торговца другим каким-либо напитков, располагавшегося со своим товаром под открытым небом.
В 1635 году при Михаиле Фёдоровиче на Красной площади был построен каменный Гостиный двор. Современники описывали его как «дивный и весьма приукрашенный»: кирпичи для здания исполнялись по немецкому образцу на заводе голландского мастера Рудерика Мартыса, фасады декорировали изразцами и каменной резьбой. Главные ворота украсили золотым двуглавым орлом. Средства на строительство предоставила не только казна — значительную часть внесли и купцы, владельцы постоянных торговых точек. Позже, в 1664-м, царь Алексей Михайлович повелел возвести новый Гостиный двор рядом с постройкой своего отца и издал ряд указов, регламентирующих порядок торговли на площади. Тогда горожанам было запрещено строиться поблизости от Кремлёвской стены, а лоточников и коробейников перевели на другие рынки:
А от Гостина двора — кожевной и уксусной ряд и сусленников, и квасников… и гречников, и гороховников, и молочницъ <...> с Большой улицы и с площади сослать. Такими заботами московское правительство старалось улучшить центръ московской торговли, но онъ упорно продолжал сохранять свои бытовые особенности, столь поражавшие всех западных путешественниковъ.
Напротив лавок на Красной площади поставили изготовленные на местном дворе пушки, некоторые — под открытым небом, некоторые — в каменном шатре. Все орудия были обращены жерлами на восток — в сторону появления возможного противника. Поблизости находился «самый разгульный кабак города, называемый „Под пушками“».
Конец XVII века стал расцветом архитектурного ансамбля Красной площади. В 1681 году царский указ запретил деревянное строительство, поэтому она стала почти полностью оформлена каменными зданиями и получила новый парадный въезд: обновлённые Воскресенские ворота с декоративным шатровым навершием и двуглавыми орлами. В 1697-м был возведён Монетный двор, стены Кремля побелили, а к Покровскому собору пристроили два новых парадных крыльца.
При Петре I в 1698 году Красную площадь окончательно расчистили от временных прилавков и мелких построек, значительную часть торговли перенесли на другие участки Китай-города. Остаться разрешили только коробейникам, продающим товары «в разнос». В 1699-м в северной части площади взамен прежнего деревянного построили новое каменное здание Земского приказа. Оно было оформлено в стиле европейской ратуши, фасады украшены изразцами и белокаменной резьбой.
В XVI—XVIII веках Красная площадь была центром политической жизни: на неё стекался народ, обсуждались новости, проходили волнения и бунты, а с Лобного места зачитывались царские указы, в отдельных случаях рядом проводили показательные казни. 25 июля 1570 года состоялась самая массовая из них, когда в разгар «опричного террора» по подозрению в заговоре Иван Грозный приказал казнить больше ста бояр. В 1671-м у Лобного места отсекли голову Степану Разину, а после обоих стрелецких бунтов по несколько лет на Красной площади стояли виселицы. В 1768 году на эшафоте отбывала «поносительное зрелище» Дарья Салтыкова: прикованная к столбу, она стояла под табличкой «мучительница и душегубица».

### XVIII век
После переноса столицы в Санкт-Петербург Кремль и Красная площадь утратили роль политического центра государства. В 1704 году по приказу Петра I на Красной площади был создан первый публичный театр — «комедийная храмина». Для него построили небольшое деревянное здание 20 саженей в длину между Спасскими и Никольскими воротами. В качестве руководителя был приглашён из Данцига немец Иоганн Куншт, который составил труппу из подьячих Посольского приказа. На сцене ставили исторические пьесы о жизни Александра Македонского, Сципиона Африканского, Тамерлана.
В 1786 году по указу Екатерины II было решено расчистить Ильинку, Варварку и пространство у Лобного места: бо́льшую часть лавок снесли, а их владельцам для строительства предоставили место у Кремлёвской стены. Прежние торговые ряды «представляли ещё более фантастического разнообразия, быв составлены из лавок с противоположными товарами, одна подле другой выстроенных, по вкусу и способам владельца». Исследователи сходятся во мнении, что эта реконструкция не была успешной. Так, профессор Зеленецкий отмечает:
В 1784 году <...> построили ряд лавок каменных, в два этажа, лицом на площадь. В некоторых из них торговали мелочными товарами; все другие были пусты; никто не нанимал их, потому что зимой оне были заносимы снегом, а весною, летом и осенью, в сырую погоду, к ним трудно было подойти от грязи: площадь не была ещё вымощена.
В 1796 году впервые замостили деревом крупный участок площади — плац-парад, остальная территория оставалась покрыта землёй. Период конца XVIII века стал наименее значимым в истории площади, она находилась в запустении:
Кругом Кремля, а может быть и во всей Москве, самое сорное и нечистое место было именно пространство от Беклемишевской до Спасской башни.

### XIX век
В XIX столетии начался период нового расцвета Красной площади. В 1804 году на всей территории была положена первая каменная мостовая, по обе стороны от неё возвели новые торговые ряды. Прежние, которые шли вдоль Кремлёвской стены от Спасских до Никольских ворот, были разобраны в 1812-м. Тогда же снесли лавки на Спасском мосту и у Покровского собора. Новые ряды сильно пострадали при пожаре 1812 года. Три года спустя городские власти решили провести их реконструкцию, руководителем назначили архитектора Осипа Бове. Снесли ближайший к площади ряд, который закрывал вид на Кремль, засыпали Алевизов ров и положили брусчатку. Так Красная площадь вновь обрела свои границы XVII века, но роль рынка исполнять перестала и оформилась в гармоничный архитектурный ансамбль. В 1818 году у Верхних торговых рядов был установлен памятник Минину и Пожарскому работы архитектора Ивана Мартоса.
Ампирный торговый ряд работы Бове простоял до 1880-х годов, когда начался новый этап перестройки и обновления Красной площади. К тому моменту здание торговых рядов сильно обветшало и городская управа потребовала его закрыть. Арендаторы помещений решили построить современную замену и для этого создали акционерное общество, совокупный капитал которого составил пять миллионов рублей. На закрытом архитектурном конкурсе победителем стал проект Александра Померанцева, стеклянные перекрытия которого приписываются Владимиру Шухову. Под их руководством были возведены новые Верхние торговые ряды, открытые в 1894 году. Трёхэтажное здание с башнями у центральных входов получило необычную стеклянную крышу с пролётами в 16 метров. Фасады были отделаны мрамором и песчаником охристого цвета, а прототипом для декоративных элементов послужили образцы средневековых русских храмов. Историк и основатель русской археологии Иван Забелин называл их «не просто произвольным набором форм, но весьма продуманной и прочувствованной группировкой». Новое здание получило восторженные отзывы у современников и в дальнейшем оказало значительное влияние на архитектуру торговых рядов в России. Из-за проведения строительных работ памятник Минину и Пожарскому решено было перенести в центр Красной площади.
В 1874 году снесли здание Земского приказа: в моде был русский стиль, а этот образец архитектуры петровской эпохи казался «слишком европейским». Освободившийся участок отдали под Государственный исторический музей. С 1892-го на Красной площади было проведено электрическое освещение, первые фонари установили у памятника Минину и Пожарскому.

### XX век

#### Трамвай
Летом 1909 года по Красной площади был пущен трамвай: первую линию рельс проложили в виде петли от Забелинского проезда к Верхним торговым рядам, далее — к памятнику Минину и Пожарскому в центре площади и собору Василия Блаженного. Затем маршрут следовал по Васильевскому спуску на Москворецкий мост. На фотографиях начала века уже видны тонкие дорожки из асфальта, положенные прямо на булыжную мостовую. С 1938 года на площади разрешили движение автотранспорта.
Запуск трамвая по площади вызвал общественный резонанс, среди критиков были, например, архитектор Фёдор Шехтель и художник Виктор Васнецов. Кампанию протеста возглавила графиня Прасковья Уварова. Под её руководством от имени Императорского археологического общества в Московскую управу и лично императору Николаю II и председателю Совета министров была направлена следующая жалоба:
В настоящее время Красная площадь перерезана в разных направлениях линиями электрического трамвая со столбами и проводами для них таким образом, что вид на памятник Минину и Пожарскому, на собор Василия Блаженного, на Спасские ворота и Кремль прорезывается кривыми линиями проводов и загораживается столбами.
В защиту нового транспорта выступали, например, городской голова Николай Гучков и профессор Иван Цветаев, который в то время работал над созданием Пушкинского музея. Профессор полагал, что «эпоха требует уступок» и в интересах горожан трамвай на площади необходим, однако столбы следовало бы отодвинуть ближе к Кремлёвской стене. Это компромиссное решение было достаточно быстро исполнено, уже осенью 1909 года рельсы перенесли:
Вагоны теперь идут стороной, не колеся по Красной площади, как это было установлено прежним направлением путей, и останавливаются у Кремлёвской стены, против памятника Минину и Пожарскому. Публика не испытывает больших неудобств от остановки в нескольких шагах от памятника, а Красная площадь много выигрывает в своём виде от того, что вагоны проходят по ней стороной.Газета «Московские ведомости», 10 ноября 1909 года
Линия трамвайных путей просуществовала на площади до августа 1930 года.

#### После революции
Красная площадь стала одной из главных площадок революционных событий 1917 года: с неё вели артиллерийский обстрел Кремля. Позднее на ней обращался к народу с речами Владимир Ленин. Большевики и советская власть присвоили Красной площади новый статус: она стала главным местом для всех торжественных парадов и шествий, мемориалом героям-революционерам, а позднее — её вождю. В 1919-м на Лобном месте положили порванные кандалы как символ освобождения от «оков царизма». В 1924 году на площади был поставлен первый деревянный мавзолей Ленина.
В 1930 году, при подготовке к торжественному открытию каменного Мавзолея, прежнюю булыжную мостовую заменили брусчаткой из габбродолерита. Камни привезли из Ропручейского месторождения в Карелии. Блоки добывались колотым способом, поэтому каждая плитка имела неповторимый рисунок поверхности. Специально для Красной площади были изготовлены плитки уникального размера — 10×20 сантиметров в длину и 20 сантиметров в толщину, что позволяет им выдерживать нагрузку до 30 тонн. Прогнозируемый срок службы — тысяча лет. Такая же брусчатка была уложена на Баррикадной улице и Троицком мосту.
В 1930-х годах облик площади снова изменился: памятник Минину и Пожарскому перенесли к Покровскому собору, а Казанский собор и Воскресенские ворота снесли. В генеральный план властей по реконструкции Москвы входил снос всей внешней линии зданий Красной площади ради строительства здания Народного комиссариата тяжёлой промышленности СССР (НКТП). После смерти главного руководителя НКТП Григория Орджоникидзе проект свернули. В 1938-м году в её состав включили Васильевский спуск, а вдоль фасада Верхних торговых рядов разрешили движение транспорта.

#### Военное время
7 ноября 1941 года на Красной площади состоялся военный парад, официально приуроченный к годовщине Октябрьской революции, но фактически он проводился, чтобы поднять боевой дух в армии и всей стране. Перед Кремлём прошла передовая техника и представители всех воинских частей, за маршем наблюдали маршалы СССР и главнокомандующий Иосиф Сталин.
В годы Великой Отечественной войны Москва находилась под постоянными атаками немецкой авиации. С целью маскировки облик Красной площади полностью изменили: с помощью деревянных конструкций на ней создали целую сеть улиц, Мавзолей закрыли «колпаком», на купола Покровского собора надели чехлы и перекрасили черепицу в серо-чёрный цвет. Тем не менее с 30 сентября 1941 года по 20 апреля 1942 года, за первые полтора года войны, Кремль неоднократно бомбили: на Красную площадь было сброшено 18 фугасов и более 150 «зажигалок».
24 июня 1945 года на площади состоялся исторический Парад Победы, который ознаменовал собой победу СССР над фашистской Германией. В нём приняли участие все фронтовые полки, гарнизон защиты Москвы, представители военных училищ и академий.
С 1963 года площадь стала пешеходной. В 1972—1974 годах шли работы по реконструкции Мавзолея и Некрополя, мостовую разобрали, а в 15 метрах от Кремлёвской стены начали рыть котлован. Для выемки грунта использовали проходческие щиты. Тогда была открыта часть Алевизова рва:
Дно рва при выходе на проектную отметку котлована (−10 метров) достичь не удалось. Внутренняя стена рва оказалась подобной кремлёвской. Один фасад стены, обращённый внутрь рва, был гладкий и наклонный в сторону Кремля на 1,1 метра на 10 метров высоты. Другой фасад стены, обращённый в сторону Кремля, состоял из арок и был вертикальным. Подобным же образом устроены кремлёвские стены.
После завершения работ на площади брусчатку из габбродолерита перебрали и уложили на бетонное основание.
При советской власти Красная площадь стала главным идеологическим символом и центром политической жизни страны. Ещё с 1 мая 1918 года на ней проводились многочисленные парады и демонстрации. Поначалу их характер был серьёзным и траурным, направленным на чествование памяти «погибшим за дело революции». С течением времени риторика церемоний изменилась: они стали более торжественными и стремились продемонстрировать успехи и достижения нового режима. В 1919-м был проведён первый парад физкультурников, его принимал лично Владимир Ленин. Позднее марш стал ежегодным, число участников достигало нескольких тысяч человек, главным из них считался Иосиф Сталин.

### Современность
В 1990 году ЮНЕСКО присвоило ансамблю Московского Кремля и Красной площади статус объектов всемирного наследия. Со следующего года начался процесс восстановления исторической застройки: были заново возведены Воскресенские ворота, Иверская часовня и Казанский собор. С 1989-го идёт общественная дискуссия о переносе Мавзолея и Некрополя из Кремлёвской стены.
С 1992 года на площади стали проходить концерты и праздничные мероприятия. В декабре 2000-го впервые был залит каток.
Месторождение габбродолерита, откуда привозили камень для первого покрытия мостовой в 1930 году, функционирует до сих пор. Столичные власти ежегодно проводят точечный ремонт брусчатки. В начале 2008-го правительство приняло решение о проведении ремонта Красной площади. По словам управляющего делами президента Владимира Кожина, ей требовался «капитальный ремонт, который никогда не проводился». В проект планировали включить реконструкцию комплекса Средних торговых рядов. Из-за финансовых сложностей реализация была отложена, по состоянию на 2018 год продолжается поэтапная частичная замена покрытия.
| - Картина Фёдора Алексеева «Алевизов Ров и Никольская башня в 1800 году» - Картина Фёдора Алексеева «Красная площадь в Москве», 1801 год - Здание Земского приказа, чертеж Осипа Бове, 1816 год - Строительство Средних торговых рядов, 1892 год - Вид на Москворецкий мост и Москворецкую улицу, 1935 год - Военные собаководы на велосипедах на параде 1 мая 1938 года - Аэростат на Красной площади в 1991 году - Вид на Москворецкий мост и Москворецкую улицу, 2009 год |

## Резонансные события
В 1987 году на Васильевском спуске совершил посадку Матиас Руст — немецкий пилот-любитель, которому на тот момент было всего 18 лет. В День пограничных войск СССР на самолёте «Сессна-172 Скайхок» он вылетел из Хельсинки в сторону Москвы, преодолел несколько тысяч километров по территории СССР и приземлился у собора Василия Блаженного. Этот инцидент получил широкий резонанс в прессе и послужил толчком к проведению военных реформ Михаила Горбачёва и значительным кадровым перестройкам в министерстве обороны.
В 2013 году торговый дом ГУМ провёл серию мероприятий, приуроченных к его 120-летию. В середине ноября на Красной площади был установлен павильон бренда Louis Vuitton в форме чемодана размерами 9×13 метров. Внутри должны были состояться выставки и видеоинсталляции, а выручку от продажи входных билетов собирались передать в благотворительный фонд. Установка рекламного объекта такого внушительного размера вызвала резонанс в обществе и СМИ. Противники проекта утверждали, что установка была выполнена незаконно, а сама конструкция в грубой форме нарушила целостность исторического ансамбля. Федеральная антимонопольная служба не признала павильон рекламным, а представители ГУМ заявили, что «перед установкой сундука был пройден большой круг согласований».
Уже 27 ноября 2013 года был начат демонтаж павильона, компания Louis Vuitton получила штраф в 10 тысяч рублей за «самовольное ограничение доступа на земельные участки общего пользования».
В конце 2013 года был опубликован новый регламент проведения любых мероприятий на Красной площади, утверждённый лично президентом России Владимиром Путиным. В список разрешённых вошли:
- Парад Победы (9 мая);
- День славянской письменности и культуры (25 мая);
- День России (12 июня);
- Присяга военных вузов;
- Исторический парад (7 ноября);
- Фестиваль военных оркестров «Спасская башня»;
- Новогодний каток[87].

По заявлению администрации президента, это решение было продиктовано в первую очередь желанием «открыть» площадь для горожан и туристов. Представители правительства ссылались на данные статистики, согласно которым доступ на Красную площадь был ограничен или полностью запрещён почти 200 дней в году. После утверждения нового постановления любые акции и мероприятия вне основного списка должны пройти установленную процедуру согласования и иметь федеральное значение.

## Архитектурный ансамбль
- Государственный исторический музей
- Никольская башня
- Некрополь у Кремлёвской стены
- Сенатская башня
- Мавзолей Ленина
- Спасская башня
- Храм Василия Блаженного
- Памятник Минину и Пожарскому
- Средние торговые ряды
- Лобное место
- ГУМ
- Казанский собор
- Дом губернского правления